# CACAO
CACAO ist eine freie Java Virtual Machine (JVM) mit einem  Just-in-time-Compiler (JIT), der während der Ausführung des Java-Programms zur Steigerung der Ausführungsgeschwindigkeit Maschinencode generiert.
Entwickelt wird die Software von der technischen Universität Wien in den Programmiersprachen C und Java.
CACAO unterstützt mit der Version 1.6.0 Java 6 Bytecode, ab der Version 0.91, die im Dezember 2004 freigegeben wurde, Java 1.4.
Ab Version 0.93 ist ebenfalls ein auf Vmgen basierender Bytecode-Interpreter implementiert.
CACAO nutzt die Klassenbibliotheken von GNU Classpath oder mittlerweile auch von OpenJDK oder phoneME und implementiert automatische Speicherbereinigung nach Hans Boehm.

## Geschichte
CACAO war ursprünglich als schnellere Alternative zu Suns Implementierung gedacht, bis diese auch JIT-Kompilierung einsetzte.
Die Entwicklung begann 1996, die erste Version wurde im Februar 1997 zum Herunterladen bereitgestellt.
CACAO wurde anfangs nur für Alpha-Prozessoren entwickelt. Im Jahr 1998 wurde die Entwicklung unterbrochen und erst wieder im Jahr 2003 aufgenommen. 2004 wurde es unter GPL als freie Software freigegeben, was die Entwicklung belebte. Die aktuelle Version 1.6.1 wurde im Juni 2013 veröffentlicht.

## Unterstützte Architekturen
- Alpha
- ARM
- MIPS (32 und 64 Bit)
- PowerPC (32 und 64 Bit)
- System/390
- SPARC 64
- x86
- AMD64